# William Dod
William Dod (n. 18 iulie 1867, Bebington, Anglia, Regatul Unit al Marii Britanii și Irlandei – d. 8 octombrie 1954, Greater London, Anglia, Regatul Unit) a fost un arcaș ce a reprezentat Regatul Unit al Marii Britanii și al Irlandei de Nord, medaliat olimpic. A participat la o ediție a Jocurilor Olimpice (1908) în care a câștigat o medalie de aur.

## Participări
Lista de mai jos prezintă principalele competiții la care a participat William Dod de-a lungul carierei.
- archery at the 1908 Summer Olympics – men's double York round[*]